# Estraperlo
Estraperlo ist ein Begriff, der heutzutage im Spanischen für illegale Geschäftspraktiken und den Schwarzmarkt gebraucht wird und in der Zweiten Spanischen Republik entstand, als ein elektrisch betriebenes Roulettespiel unter dem Namen „Stra-Perlo“ eingeführt wurde, das nach den Betreibern dieses Spiels, den niederländischen Glücksspielbetreibern Strauss und Perlowitz benannt war.
Um die Lizenz für die Einführung dieses im Herkunftsland verbotenen Glücksspiels im Casino von San Sebastian zu erhalten, wurden führende Politiker oder deren Angehörige bestochen, unter ihnen Aurelio Lerroux, der Neffe und Adoptivsohn des damaligen Ministerpräsidenten Alejandro Lerroux und der Innenminister Rafael Salazar Alonso, beide Mitglieder der Radikalen Partei.